# Rudendorf
Rudendorf ist ein Gemeindeteil der Gemeinde Ebelsbach im unterfränkischen Landkreis Haßberge in Bayern.

## Geographie
Das Dorf liegt im südlichen Teil des Naturparks Haßberge. Nordöstlich befindet sich der etwa 461 Meter hohe Lußberg. Die Lauter durchfließt Rudendorf und mündet bei Baunach in den Fluss Baunach, kurz bevor dieser in den Main mündet. Die Staatsstraße 2281 von Kirchlauter nach Lauter führt durch den Ort. Bamberg befindet sich etwa 20 Kilometer südöstlich von Rudendorf.

## Geschichte
Der Ortsname geht wohl auf den Personennamen Ruodo zurück (Dorf des Ruodo).
Rudendorf ist vermutlich eine um das Jahr 800 entstandene Siedlung, die im Hochmittelalter zum Herrschaftsgebiet der Stufenburg gehörte. Burgherren waren unter anderem die Grafen von Andechs-Meranien, denen 1248 die Grafen von Truhendingen folgten. Die Erstnennung des Dorfes war 1398 in einem Kaufbrief über den Anteil der Grafen von Truhendingen über Güter, unter anderem auch in „Rudendorff“. Im 14. Jahrhundert installierte das Hochstift Bamberg dort an der Grenze zum Hochstift Würzburg das Amt Stufenberg. Kirchlich gehörte Rudendorf bis 1390 zur Urpfarrei Eltmann, danach zur Pfarrei Stettfeld. Die Herren von Truhendingen verkauften Rudendorf 1445 an die Herren von Giech und die 1482 die eine Hälfte und 1520 die andere Hälftes des Ortes an die von Rotenhan zu Rentweinsdorf. Im Verlauf des Bauernkriegs soll eine Schlacht bei Rudendorf stattgefunden haben. 1532 hatten die von Rotenhan die Gerichtsbarkeit in „Rudtendorff“ und 1621 hatten sie „Rudendorff“ als Würzburger Lehen. Die Reformation führte Hans von Rotenhan 1533/34 ein. Infolge des Dreißigjährigen Kriegs war Rudendorf 1644 unbewohnt. 1691 gründete die Familie von Rotenhan eine Schule. Das Schulhaus wurde um 1820 errichtet.
1862 wurde die Ruralgemeinde Rudendorf in das neu geschaffene bayerische Bezirksamt Ebern und das Landgericht Baunach eingegliedert. Rudendorf zählte im Jahr 1871 55 Wohngebäude und 279 Einwohner, von denen 47 Katholiken und 232 Protestanten waren. 1900 hatte die 440,89 Hektar große Gemeinde 291 Einwohner und 54 Wohngebäude. Die katholischen Einwohner gehörten zur 5,0 Kilometer entfernten Pfarrei Kirchlauter, in Lußberg befand sich die zuständige Bekenntnisschule. Die evangelischen Einwohner gehörten seit 1808 zur Pfarrei im 6,0 Kilometer entfernten Gleisenau. 1925 lebten in Rudendorf 298 Personen, davon 65 Katholiken, 232 Protestanten und ein Jude, in 54 Wohngebäuden. 1950 hatte das Dorf 320 Einwohner und 51 Wohngebäude. 1970 waren es 241 und 1987 227 Einwohner sowie 63 Wohngebäude mit 72 Wohnungen.
Im Zuge der Gebietsreform in Bayern wurde Rudendorf am 1. Mai 1978 in die Gemeinde Ebelsbach eingegliedert.

## Baudenkmäler

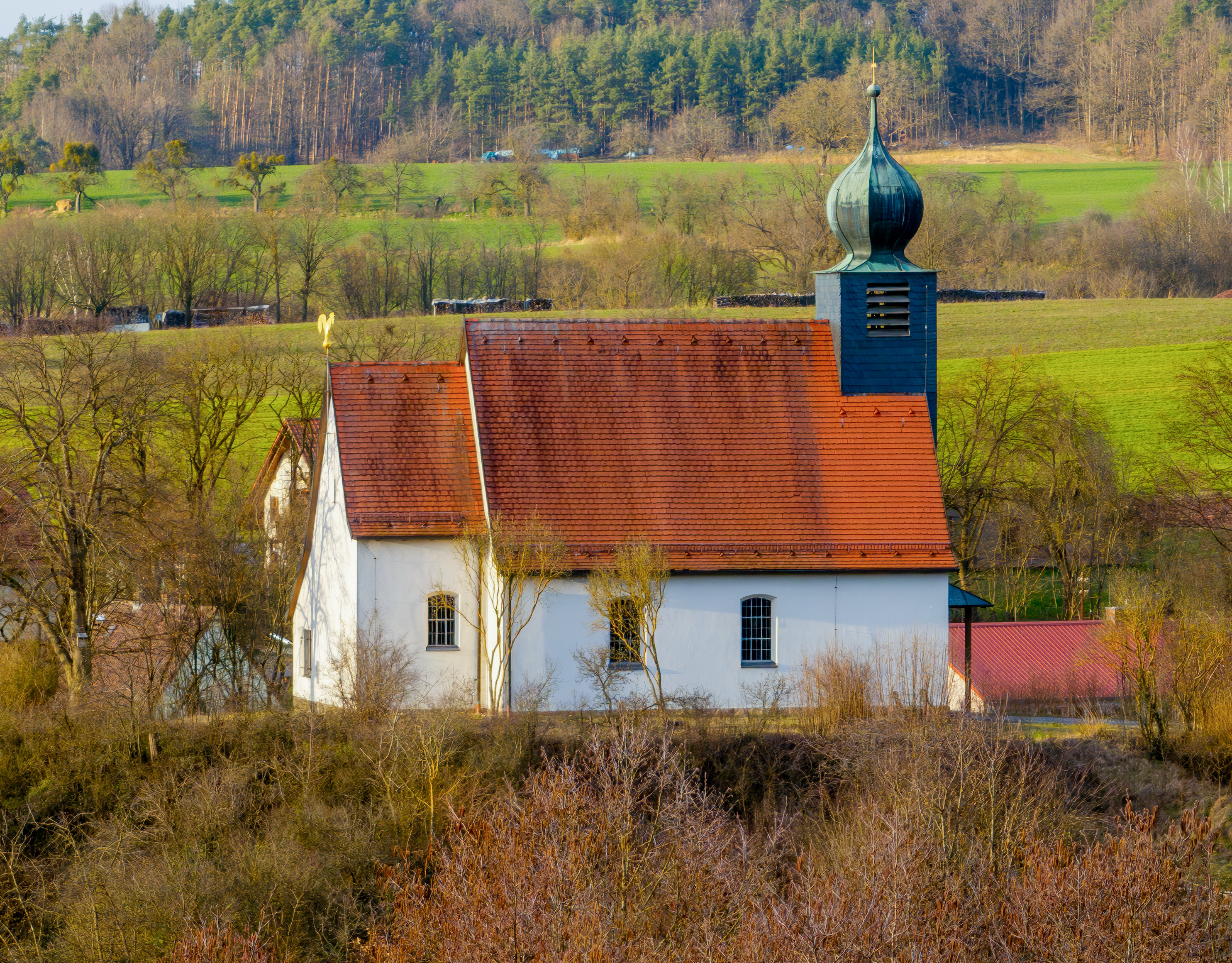
Michaelskirche

Die evangelisch-lutherische Michaelskirche wurde 1953–1954 nach Bauplänen von 1941 auf dem sogenannten Schlossberg erbaut. Eine 1616 errichtete Vorgängerkirche wurde 1764 nach Verfall abgerissen.